# Китайский центр экономических исследований
Китайский центр экономических исследований (англ. The China Center for Economic Research, CCER) — экономическое научно-исследовательское и образовательное учреждение (Пекин). Центр основан в 1994 г.; является подразделением Пекинского университета. Целью центра является использование новых методов преподавания и исследовательских работ, а также объединение китайских экономистов, получивших образование за границей. Основателем и директором центра является профессор Джастин Ифу Линь.
Центр проводит ежегодную конференцию совместно с американским Национальным бюро экономических исследований (NBER-CCER Annual Conference); организует ряд симпозиумов и семинаров.
В качестве образовательного учреждения центр реализует ряд направлений подготовки специалистов, включая программу МВА совместно с Фордхэмским университетом (Нью-Йорк). К преподаванию привлекаются ведущие американские ученые, в том числе Дж. Страусс и нобелевский лауреат Дж. Хекман.